# Nye Glacier
Nye Glacier är en glaciär i Antarktis. Den ligger i Västantarktis. Argentina, Chile och Storbritannien gör anspråk på området. Nye Glacier ligger 874 meter över havet.
Terrängen runt Nye Glacier är varierad. Trakten är obefolkad. Det finns inga samhällen i närheten. 